# Hnědenec zvrhlý

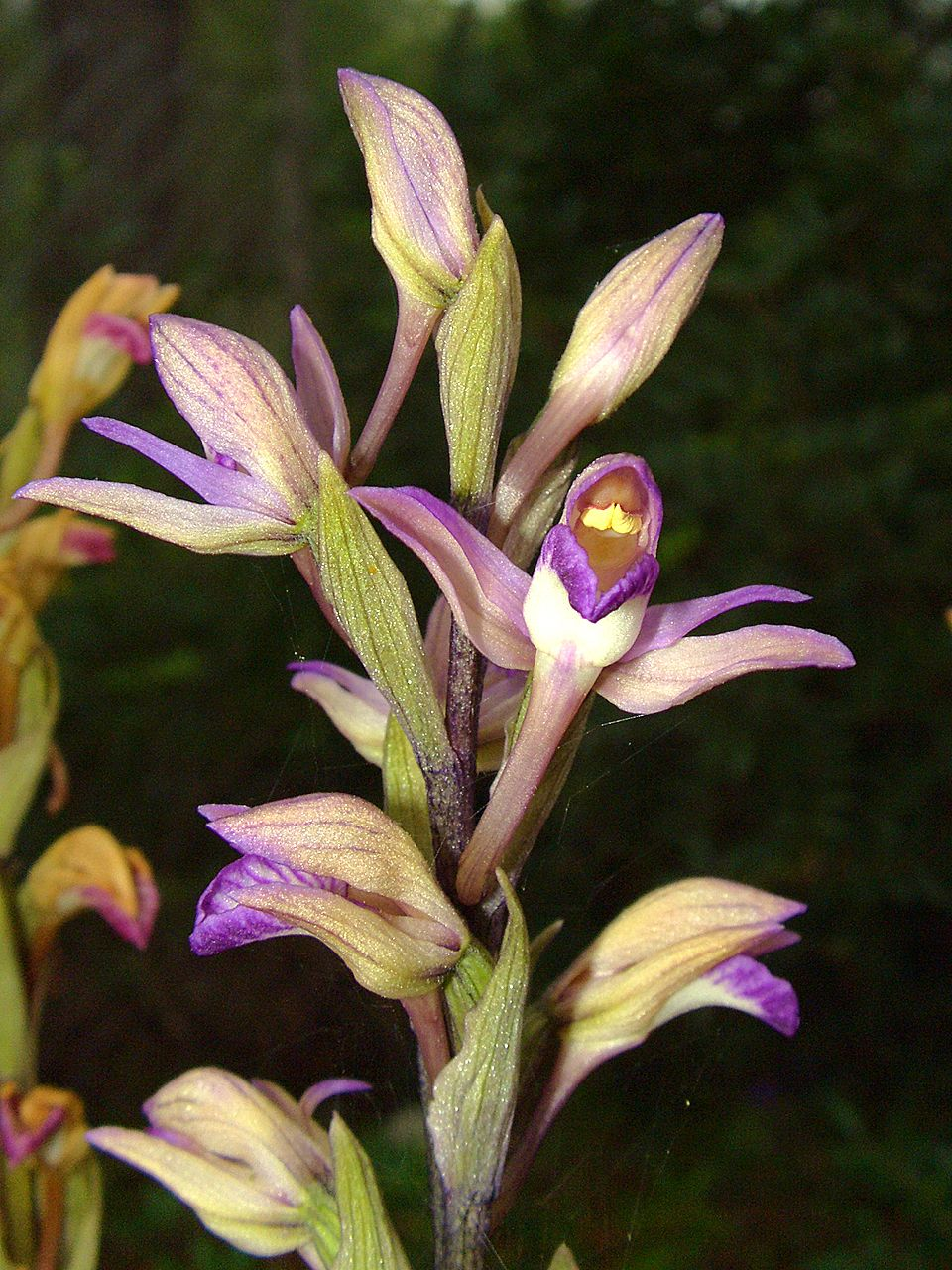
Část květenství

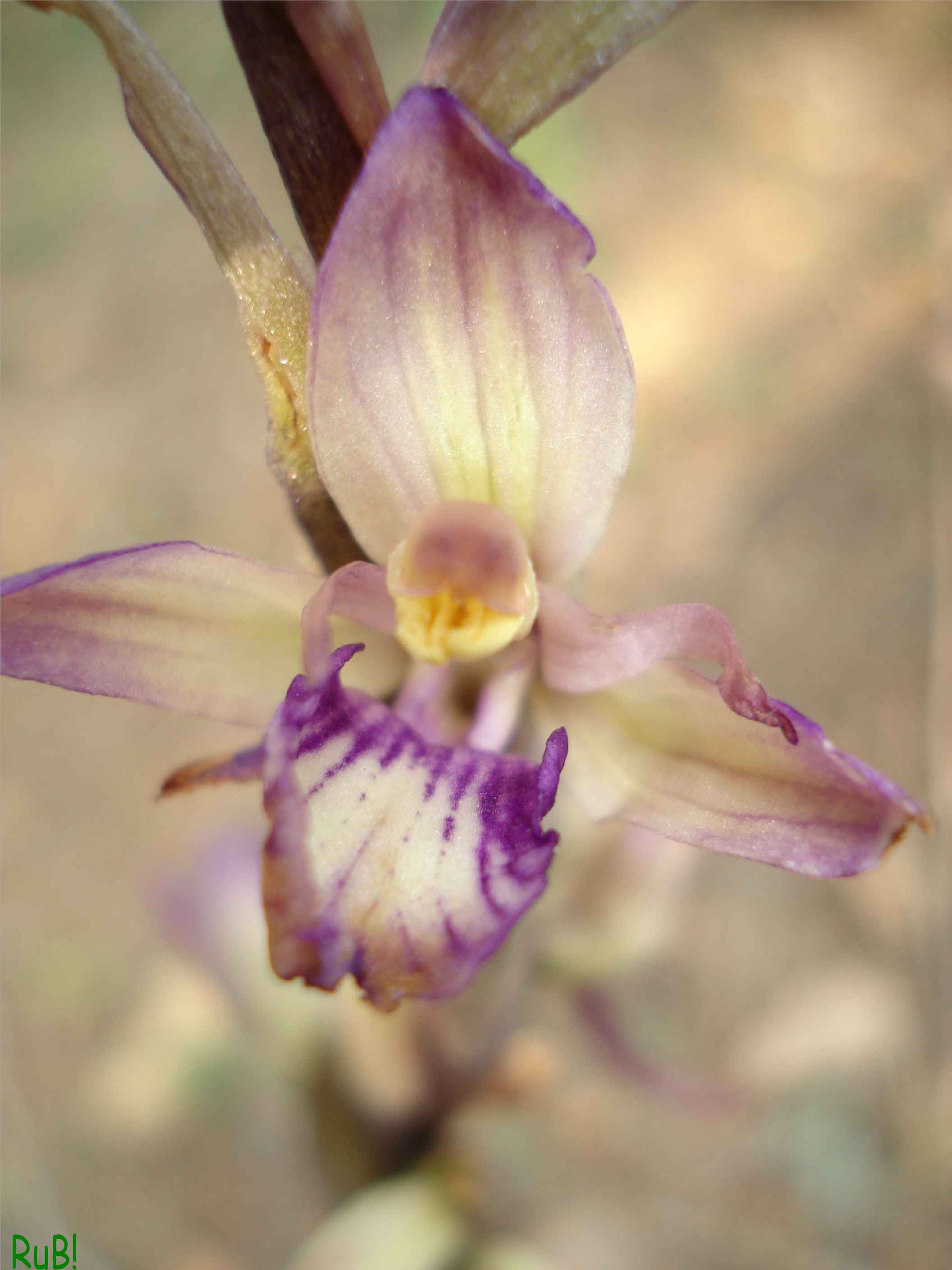
Květ

Hnědenec zvrhlý (Limodorum abortivum) je vytrvalá orchidej, "nezelená" rostlina z čeledi vstavačovitých. Tato ojediněle se vyskytující bylina je téměř bez chlorofylu a je po celou dobu své existence závislá na mykotrofním způsobu výživy. V přírodě České republiky je jediným rostoucím druhem rodu hnědenec a je podobně jako v okolních středoevropských státech považován za rostlinný druh ohrožený vyhynutím.

## Rozšíření
Hlavní areál druhu je ve Středozemí a v západní Asii. Evropská severní hranice probíhá Francií, Německem, Českou republikou a Slovenskem, západní Španělskem a jižní ohraničení vede Středozemním mořem s přesahem do severní Afriky. Na východě se rozkládá po břehu Černého moře, v pohořích Turecka a severních oblastech Kavkazu, včetně blízkovýchodních zemí.
V České republice roste výhradně na jihu Moravy, na dvou místech v chráněné krajinné oblasti Pálava. Prvé stanoviště je na východním okraji národní přírodní rezervace Děvín – Kotel – Soutěska a druhé v nedalekém lese v Milovicích.

## Ekologie
Geofyt rostoucí ve světlých doubravách a borových lesích, na slunných křovinatých stráních, lesostepích a někdy i na lesních pastvinách; jeho výskyt bývá obvykle spojován s borovicovým porostem. Tento nezelený druh orchideje je výrazně stínomilný a roste v podrostu typicky ektomykorhizních dřevin. Obvykle se nachází na místech s vápencovým nebo andezitovým podložím. Vyskytuje se od níže položených oblastí až do nadmořské výšky 2300 m n. m. v Alpách. V české přírodě kvete od května do července, na stejné lokalitě se však neobjevuje každoročně. V těchto přestávkách nevytváří květy, poněvadž nemá dostatek nashromážděných živin nebo vyroste pouze krátká lodyha a "vykvete" pod povrchem půdy; odtud pochází jeho druhové jméno "zvrhlý". Pod terénem se květy sice neotevřou, ale mohou se opylit kleistogamicky. Květy rostlin rostoucích mimo tmavý les bývají někdy opylovány samotářskými včelami pelonoskami rodu (Anthophora). Ploidie druhu je 2n = 56 nebo 64.
Hnědenec zvrhlý je rostlinou, která ztratila téměř všechen zelený pigment, a tím i velkou část schopnosti asimilovat živiny pomoci fotosyntézy. Listy jsou zakrnělé a přeměněné v šupiny, kořeny jsou korálovitě ztlustlé a nemají vlášení. Potřebné živiny si orchidej obstarává z houby, která je částečně získává rozkladem organické hmoty, a částečně je čerpá z kořenů dřevin. Houba je ve dvojité symbióze, se stromem vytváří tzv. ektomykorhizu, při které podhoubí pouze obaluje kořeny, a s orchidejí tvoří endomykorhizu, při níž mycelium vniká do jednotlivých buněk kořene. Většinou k tomu slouží houby z rodu holubinka (Russula).

## Popis
Vytrvalá bylina s minimem chlorofylu živící se látkami odebíranými z mycelia symbiotických hub. Má silný, 30 až 50 cm hluboko uložený, krátký oddenek s tlustými, hnízdovitě spletenými masitými kořeny, z kterého vyrůstá lodyha 20 až 50 cm vysoká a 1,5 mm hrubá. Je přímá, silná, ocelově modře až fialově naběhlá a mívá dva až pět lodyhu objímajících, zakrnělých, kopinatých, šupinovitých, pochvatých listů zbarvených hnědě až fialově.
V horní části lodyhy vyrůstá šest až dvacet květů dlouhých do 4 cm, které jsou uspořádané v řídkém květenství, koncovém klasu až 30 cm dlouhém. Květy jsou podepřené kopinatými listeny, bývají většinou pootevřené a mají šest okvětních lístků vyrůstajících ve dvou přeslenech. Lístky ve vnějším přeslenu, dlouhé až 25 mm, jsou zbarvené světle fialově s tmavými žilkami a z nich dva postranní jsou vejčitě kopinaté a rozestálé, střední je vejčitý a dopředu nakloněný. Ve vnitřním přeslenu jsou dva kratší postranní lístky úzce kopinaté, na konci tupé a střední vytváří pysk dlouhý do 20 mm. Jeho horní část je srdčitě vydutá a má zvlněné okraje, spodní žlábkovitá část je od horní oddělena jen málo zřetelně. Ostruha dlouhá okolo 17 mm je úzká, válcovitá a přitisklá k hranatému, zkroucenému semeníku. Sloupek je na vrcholu dopředu ohnutý, brylky s pylem jsou přisedlé. Druh je variabilní v barvě květů, pohybuje se od světle modré přes růžově červenou po červeně fialovou.
Plod je hnědá tobolka válcovitého tvaru se zbytky zaschlého okvětí. Obsahuje spoustu semen s nediferencovaným embryem a s omezeným množstvím zásobních látek, jsou proto při klíčení v prvních ontogenetických stadiích závislá na přísunu uhlíkatých látek od houbového endofytu. Ač jsou semena velmi drobná, jen 1 až 1,5 mm, jsou mezi orchidejemi rostoucími v české přírodě ta největší.

## Ohrožení
Hnědenec zvrhlý je považovaný "Červeným seznamem cévnatých rostlin České republiky z roku 2012" i "Vyhláškou MŽP ČR č. 395/1992 Sb. ve znění vyhl. č. 175/2006 Sb." za kriticky ohrožený druh (§1, C1b).

## Galerie

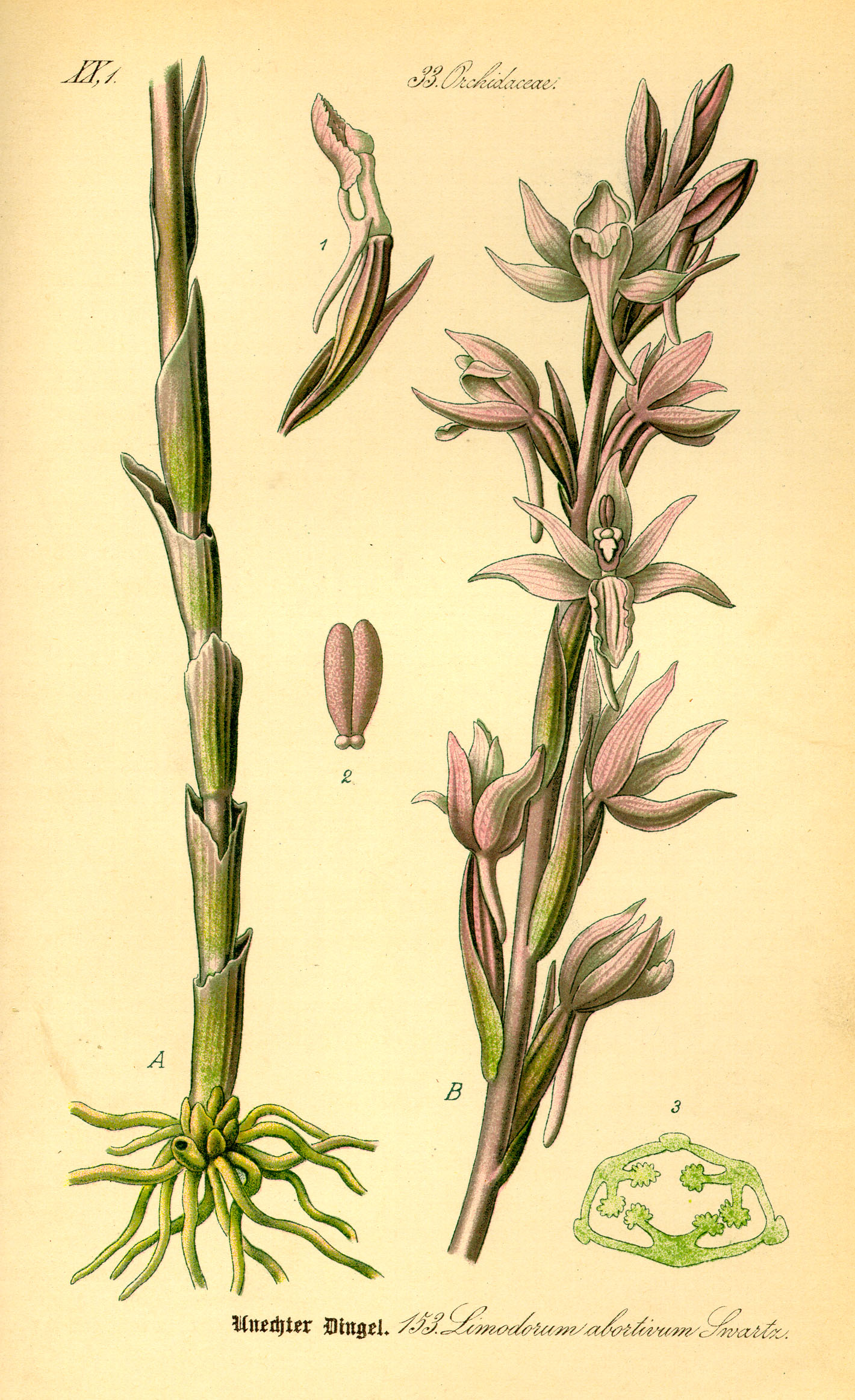
Nákres rostliny
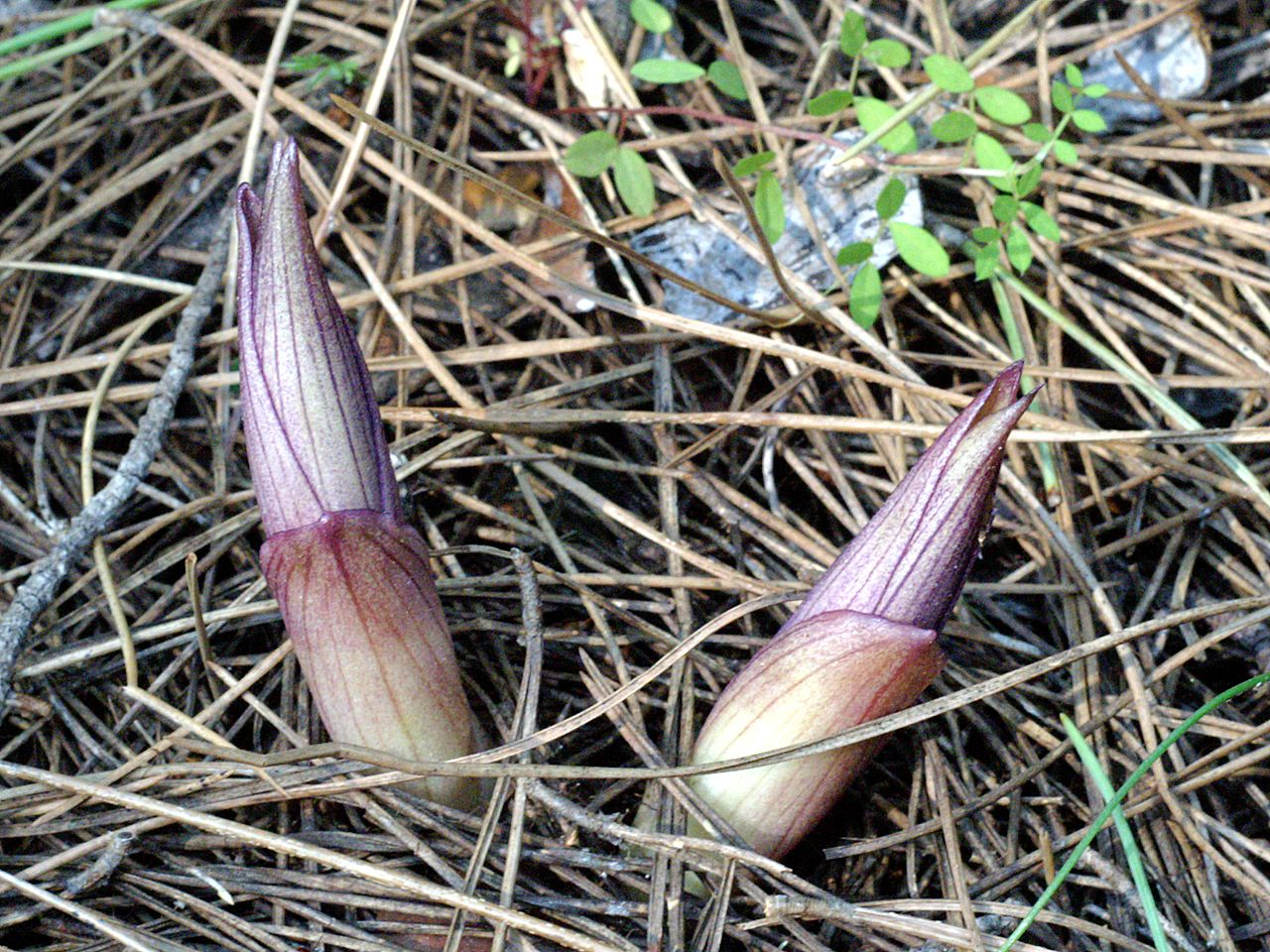
Rašící rostlina
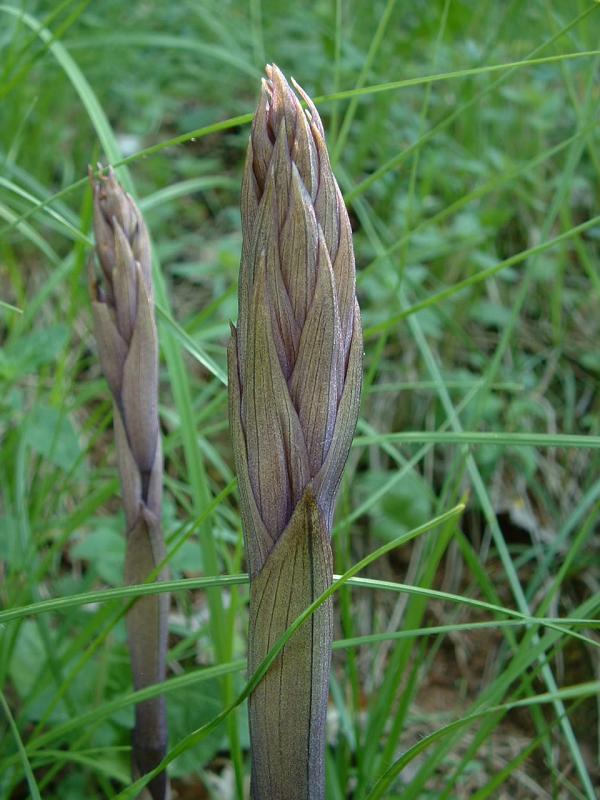
Květenství před rozvitím
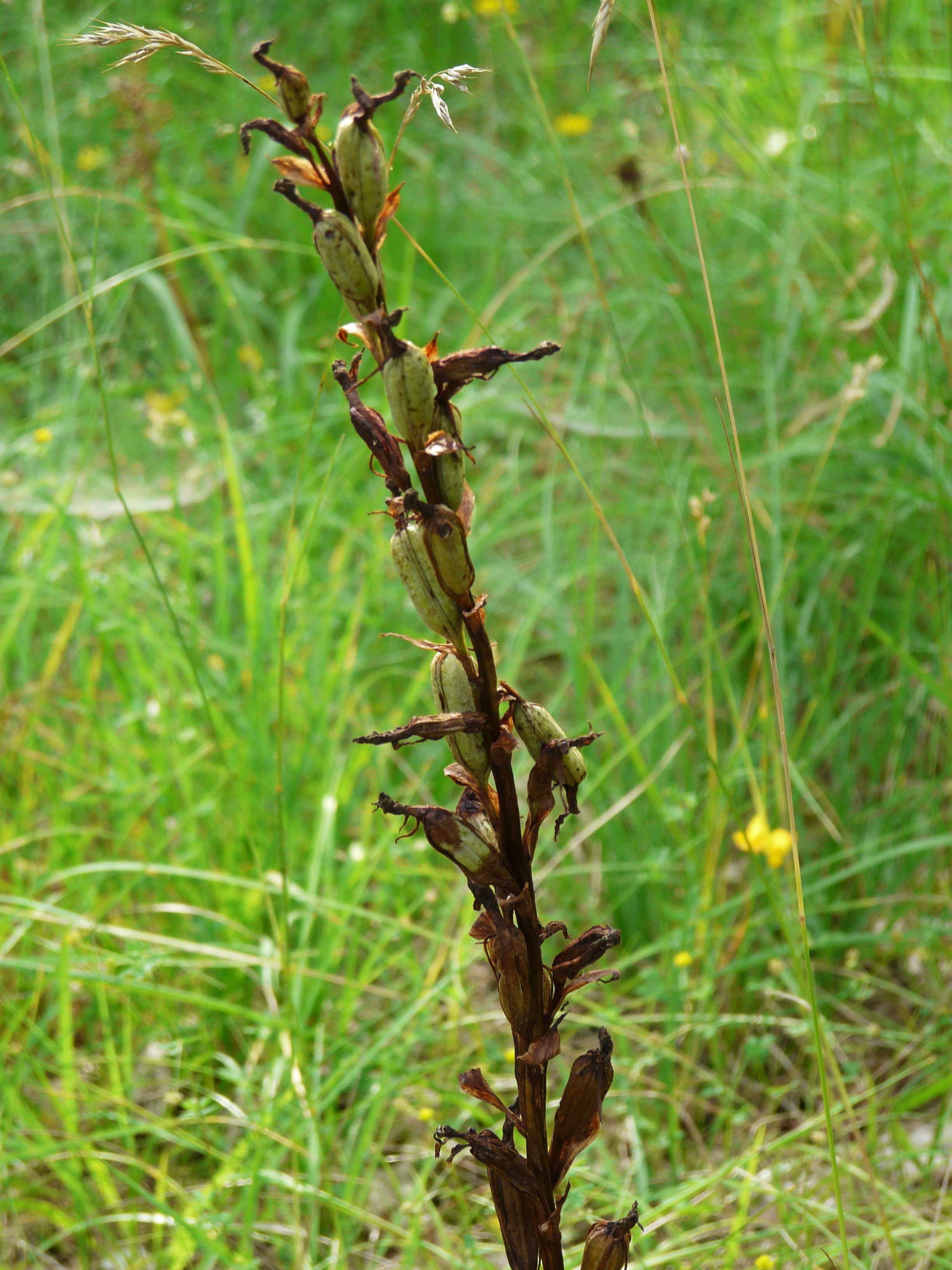
Plody